# ميامي هيت
ميامي هيت هو نادي كرة سلة من ميامي، فلوريدا، الولايات المتحدة الأمريكية. تأسس عام 1988.
أساطير النادي :-
تيم هاردوي
الونزو موريناينغ
دواين ويد

## ألوان الفريق
الأحمر والأسود والأبيض

## إنجازات الفريق
فاز ببطولة الـ NBA في عام 2006 وبطولة 2012و2013 على التوالي

## وصلات خارجية
- الموقع الرسمي
- ميامي هيت